# Zatrephes trilineata
Zatrephes trilineata är en fjärilsart som beskrevs av George Francis Hampson 1905. Zatrephes trilineata ingår i släktet Zatrephes och familjen björnspinnare. Inga underarter finns listade i Catalogue of Life.